# Flaga Szetlandów
Flaga Szetlandów została zaprojektowana przez Roya Grönneberga i Billa Adamsa w 1969 roku. Barwy niebieska i biała pochodzą z flagi Szkocji. Krzyż skandynawski podkreśla związki ze Skandynawią.